# 訂正印
訂正印（ていせいいん）とは、公文書の誤記を訂正するために押される印章、若しくは、その押印された印影をいう。

## 概要

使用例

公文書は作成する際、数字や文字などの誤りがあった場合、その訂正を、誰によって訂正されたかを明らかにした上で行われることになっている。それらが不明な訂正は変造、改竄とみなされる。訂正者が誰かを明らかにするために訂正者が訂正部分に印章を押すようになった。そのために特化した一般の印章より小さい印章を訂正印という。訂正印は一般の印章でも効力があるが、スペースの節約のため小さな（径3ミリから5ミリ前後の）印章が使用される。

## 訂正印の実際
訂正印は一般の印章と同様に文具店などで販売されている。印材は丈夫なツゲ製が多く、値段は彫りが細かいため一般の印より割高である。官公庁では文書の訂正の手順は通達で定められており、当該訂正部分を赤の二重線で「見せ消し」をし、そこに訂正印を捺印する（なお黒の二重線は「削除」に使用される）。そのため、公務員にとっては訂正印は必需品といわれる。一般企業における文書の訂正はこれに倣って行われる。訂正に修正液などを使用することはなく、使用すると改竄とみなされる。
ちなみに欧米など印鑑の習慣がない国では、二重線を引いた後にそのそばに小さく署名をすることで同様の効果が発生する。